# 魔神相克者
《機巧魔神》（日语：アスラクライン）是電擊文庫自2005年7月起出版的輕小說作品。作者三雲岳斗、插圖和狸ナオ。

## 故事簡介
故事主角夏目智春在三年前空難意外倖存後，開始被自稱守護靈的青梅竹馬水無神操緒依憑，在高中開學前搬進了其兄長夏目直貴曾居住過的鬧鬼房屋鳴櫻邸，同日，穿著黑色服裝的美女黑崎朱浬受其兄長之託將銀色手提箱交給了夏目智春，並喚醒了名為「機巧魔神」的謎之兵器。被下達了必須運用兵器拯救世界的智春，卻又遇上了自稱惡魔的巫女，還有同樣被幽靈纏上的學生會長等人，作品就以這些人為中心展開。

## 人物簡介
以下人物以二巡目世界為準。

### 主要人物
夏目智春（声優：入野自由）
年齡：16歳、身高168cm、體重：58kg、血型O型。
本作主角。洛蘆和高中一年級，三年前成田飛機空難事件生還者(因此患有畏高症)。
家中環境略為複雜，父親自幼時即過世，年長5歲的哥哥直貴長時間處於失聯狀態，母親在故事開始前幾個月再婚，但是在新家吃飯時突然對繼妹和葉問出了「是否相信幽靈存在」這種電波發言，與新家適應不良的狀況下因此離家獨居，不過因為姓氏未改，可推測夏目家並未將智春的監護權交給苑宮家收養。
實際上在空難時死亡,夏目直貴(一巡目世界的夏目智春)用鋼將重傷的水無神操緒的生命力轉化到他身上
在搬入鳴櫻邸後收到黑崎朱浬交付的提取器(祭壇)，因此獲得一巡目世界的遺產：機巧魔神「黑鐵」，並成為其操演者；不過因為黑鐵的高性能，在操演者的身心未成熟下進行操控十分容易發生失控狀態，在事件不斷的發生後其操演技巧也日趨成熟。
之後來到一巡目世界其間成為惡魔(黑之巨人)，並且向嵩月奏說出了喜歡後，和嵩月奏締結契約，成為魔神相剋者。
動畫版中在橘高冬琉叛變，黒崎朱浬失蹤後被任命為第三學生會會長。與炫塔貴也及鋼對戰，戰勝並利用點火裝置成功阻止二巡目世界的非在化, 與阿妮婭·福爾切在一巡目世界中開發的完備型分離器成功把水無神操緒及姫笹實體化。
水無神操緒（声優：戸松遥）
年齡：16歳（推測）、雙子座、身高159cm、體重：0g（實體推測為41kg左右）、三圍82-57-84（朱浬目測）80-57-84（實際上）、生日：6月7日、血型AB型、興趣：戲弄智春、吐槽。
故事開始的3年前遭遇空難後列為失蹤，並自願成為夏目智春的守護靈，不過會隨著時間成長的外觀與除了沒有肉體以外仍然維持人類的情緒以及生活作息行為讓她和「普通」的幽靈似乎有些不同，在成為守護靈後跟智春同住，喜歡逗智春玩。
實際上在空難後，重傷之下在夏目直貴(一巡目世界的夏目智春)的協助下,將生命力轉化到夏目智春身上,成為了黑鐵祭品的副葬處女。而且肉體仍在機巧魔神內持續成長
之後經由完備型分離器實體化。
作者三雲岳斗對這個角色的評價為「幸薄的女主角」
嵩月奏（声優：野中藍）
年齡：15歳、身高159cm、體重：43kg、三圍95-58-86、生日：12月17日、血型不明（應該沒有）、興趣：料理、舞蹈。
智春的同班同學，同時也是智春搬入鳴櫻邸當夜襲擊智春的巫女，有著黑色長髮與傲人胸圍（設定為F罩杯以上）的美少女。
真實身分為存在的上位惡魔(二巡目世界中)。出生於惡魔家族嵩月組，由於厭惡身為黑道與惡魔的本家，因此離家在親戚潮泉家居住。由於身分為嵩月組千金，因此具備了強大的惡魔之力
可將自身血液轉化為攝氏2千度以上的火燄，並搭配嵩月家體術可使出攻守兼備的「炎舞」，以懷劍為媒介下可操作長達數十公尺，名為「焰月」的火焰劍。
由於惡魔的能力是使用血液發動，因此無法長期使用；發動惡魔之力時瞳孔會從黑色變成翠綠色，不過因為尚未締結契約，因此瞳孔變化僅限單眼，之後與夏目智春締結契約後兩眼皆會瞳孔變化
動畫版在一巡目世界和夏目智春締結契約，使魔佩魯瑟夫(春之女神)外型為一隻貓頭鷹；而小說版的使魔是火蚚蜴。

### 1年7班
其實每個年級都會把一些「和惡魔、機巧魔神」相關的人在同一班，比如動畫裡沒有戲份的班任導師，他就是惡魔的契約者；留年的真日和也是惡魔的契約者，佐伯玲子就因為哥哥玲士郞是機巧魔神的演操者。
大原杏（声優：豊崎愛生）
夏目智春的同班同學。田徑部的部員。大原酒店的獨生女。
樋口琢磨（声優：下野紘）
夏目智春的同班同學，也是惡友。喜愛超自然現象和美女研究。
與科學部顧問世原是科學部中唯二與惡魔及機巧魔神無關之人。
佐伯玲子（声優：古山貴實子）
佐伯玲士郎的妹妹。與夏目智春及嵩月奏同班，曾勸告夏目智春別與嵩月奏來往。

### 科學部，第三學生會，王立科學狂會
黒崎朱浬（声優：田中理恵）
年齡：16歳、身高171cm、體重：50kg（內含武器彈藥）、三圍87-57-83、生日：3月14日、血型B型、興趣：射撃、電影欣賞。
夏目智春的學姐，夏目直貴的朋友。洛高2年4班，科學部部長代理。
咒文為「映射出比黑暗更昏暗的絕望…此乃  感歎科學之罪的獠牙!」「闇より昏き絶望より射ゆし…其は、科学の罪に嘆く牙！」。
真實身分是黒崎朱浬的雙胞胎妹妹黒崎紫浬，3年前姊妹兩人與夏目智春遭遇同一場空難，再傷重瀕死前被夏目直貴將肉體機巧化撿回一命。改造後的黒崎紫浬成為「機巧化人類（フェミナ・エクス・マキーナ）」。
由於移植了機巧魔神的魔術機構，因此身體內可裝備大量兵器，在必要時甚至有與機巧魔神對抗的強大力量。
小說第十集科學部被炫塔貴也毀滅時為了保護夏目智春被橘高冬琉以冬櫻刺穿，後被莎莉(炫塔貴也之使魔)冰結、粉碎。
動畫版中同樣被橘高冬琉以冬櫻刺穿，重傷；後在最終決戰時協助智春。
阿妮婭·福爾切（声優：矢作紗友里）
年齡：10歳、身高:130公分、體重:30公斤、生日:9月27日、血型:不明（應該沒有）、興趣:遊戲、古文書解讀。
全名：阿妮婭·福爾切·索梅西爾·米克·克勞珊布爾希。通稱妮婭。
北歐「食運族」出身之上位惡魔，10歳，金髮碧眼，運動神經低的天才少女。
研究機巧魔神的制御系統, 知道解放副葬處女的方法。
為了尋找行蹤不明的姐姐而來到日本，寄住在智春家。入讀洛蘆和高中一年級(與智春等人同班)並加入科學部。之後來到第一迴世界後，因為比夏目智春和嵩月奏早五年來到，也因此經歷了第一迴世界的毀滅，而且年齡由10歲到15歲。而第一迴世界機巧魔神皆由她所發明製作的，後來與炫塔貴也及鋼對戰結束。在動畫版中，因為與第一迴世界的連結消失了，所以又變回10歲了。
惡魔的能力為吸收(轉移)他人(自己)的運氣到自己(他人)身上，作為代價自身並不能產生出運氣(本人稱為「生存的緊急措施」)。
橘高冬琉（声優：甲斐田裕子）
年齡：17歳、身高167cm、體重：49kg、三圍83-56-82、生日：3月4日。血型B型、興趣：練習揮刀、打掃。
第三學生會會長，洛高三年級，使用野太刀「冬櫻」，暱稱「人斬之橘高」，其實力被各學生會甚至是魔神相剋者所畏懼的存在，其劍術加上前操演者所具備的魔力無效化使其戰力甚至可壓倒機巧魔神。
身為學生會長，無論是外貌與做事手腕上皆面面俱到，除了平時帶著刀到處跑這點以外可以說是作品中少數具有常識的角色。
原GD，黑鐵前任操演者，紋章為EX-106；在失去了身為副葬處女的姐姐橘高秋希後性格大變。
和科學部部長炫塔貴也是青梅竹馬的關係，夏目智春指冬琉會在「與炫部長相關的事上會亂了陣腳」。
協助炫塔貴也的三巡目計劃，襲擊夏目智春等人,破壞白銀及刺傷黒崎朱浬，後成為機巧魔神「鋼」的副葬處女。
動畫版中最後被黑鐵·改從鋼拖出實體化。
炫塔貴也（声優：川田紳司）
在夏目直貴後接任科學部部長的男子，橘高姊妹的青梅竹馬。
在失去橘高秋希後的半年內在自家建立黑色避難所，擁有可抵禦機巧魔神、甚至是核攻擊的護法障壁，從此之後開始過著家裏蹲生活。
平常的職業為機巧師，可將黑科學加以利用作出各種道具支援有需要的人，包括黒崎朱浬的武器與飛行裝備、真日和秀用的殺人人偶都是出自其手。
由於失去橘高秋希的因素所以積極運作希望讓世界進入第三次輪迴(創造三巡目世界)，暗地裡行動;與鳳島冰羽子契約，設計夏目直貴使其非在化加速(讓鳳島冰羽子和橘高冬琉襲擊夏目智春逼迫其現身,最後將夏目直貴槍殺)，毀滅科學部，奪取機巧魔神「鋼」成為魔神相剋者。
動畫中最後被夏目智春擊敗。
夏目直貴（声優：入野自由）
比夏目智春年長5歲的哥哥，洛蘆和高中科學部創辦人，故事開始時在海外留學。
在智春小學時已經是眾所皆知的天才少年，取得了許多的專利與論文，並被知名企業招募為技術顧問，不過本人似乎沒有察覺到其弟智春在天才光環下所受到的苦難。
除了表面身分，背後以王立科學狂會的名義在世界各國現身，許多與惡魔相關的事件也與他有關，不過始終沒有和夏目智春連絡，因此智春私下常以「笨蛋老哥」或是「渾蛋老哥」稱呼，在與人提到時則是以「直哥」稱呼。
雖然沒有直接現身，但是朱浬的改造、黑鐵的交付、許多故事發起的契因皆與他私下運作有關。
二巡目中真正的夏目直貴在海外留學時死亡，故事中出現的直貴實為一巡目世界的夏目智春，機巧魔神「鋼」操演者。雖然是操演者，但前往異世界之後依舊惡魔化的矛盾角色，惡魔化所得到的能力是可捏造或修改他人對於自身記憶的「認識操作」，藉此取代了第二輪世界的夏目直貴存在。
在一巡目世界中,因實驗失敗造成一巡目世界中的水無神操緒非在化死亡,為了再見到她,利用鋼的能力穿越到了二巡目世界。
原本應為了避免非在化而打算取代二巡目世界的夏目智春,但在他來到二巡目世界時夏目智春已死亡,後利用鋼幫助夏目智春復活,使水無神操緒成為了黑鐵的副葬處女。
動畫版第二十話（第二季第七話）被炫塔貴也槍擊死亡。

### 第一學生會，神聖防衛隊
佐伯玲士郎（声優：森久保祥太郎）
年齡：17歳、身高176cm、體重：62kg、生日：4月6日。血型A型、興趣：料理、紅茶。
第一學生會會長，機巧魔神「翡翠」的操演者，與黑崎朱浬一樣為2年4班學生（以真日和的說法，2年4班為特殊監視班），夏目智春一般叫其佐伯兄或是佐伯會長。
在故事初期告知夏目智春第二輪事件的事情。
第一學生會會長一般由三年級接任，但前任會長雪原瑤轉隸關東學生聯盟武裝學生指導員的緣故，因此提早接任。
本身具有強大的義務感，對於學生會長的職責十分重視，因此個性上有點固執不甚圓滑。
在翡翠的副葬處女靈魂耗盡後成為原操演者，編號EX046，為了已犧牲的志津間哀音繼續擔任相關工作。
志津間哀音（声優：佐藤聰美）
年齡：16歳（推測）、身高151cm、體重：0g（實體推測為40kg左右）、三圍72-55-80（朱浬目測）80-57-84（實際上）、生日：1月7日、血型O型、興趣：珠算、紅茶。
機巧魔神「翡翠」的副葬處女，佐伯兄妹的表妹、青梅竹馬。
在翡翠提取器運輸時遭魔神相剋者襲擊重傷，為了延續生命而成為副葬處女，在世時為個性活潑的美少女，副葬處女化後因力量過度使用靈魂已經開始削弱，故一般狀況外表有如沒有任何表情的人偶。
記憶力與計算能力十分優異，平常擔任玲士郎的秘書，身上的華麗連身裙以及裝扮為玲士郎的喜好。
在小說第7集時為了拯救被加賀篝挾持的學生們，耗盡所有靈魂消滅。

### 第二學生會、巡禮者商聯合
倉澤六夏（声優：喜多村英梨）
年齡：17歳、身高163cm、體重：50kg、三圍85-58-85、生日：6月19日。血型B型。
第二學生會會長，機巧魔神「翠晶」的操演者，有著過度自我意識與賺錢為中心的愛錢之徒，性格稍稍有點問題。
普通偽裝為紮著2束麻花辮與圓形眼鏡，偽裝卸下後為一位有著兇惡眼神的美女。
與黑崎朱浬關係不太好，兩人見面時經常互相諷刺，對黑崎的諷刺則是「改造美人」「一人機甲師團」等。
真日和秀（声優：間島淳司）
年齡：16歳、身高174cm、體重：61kg、生日：9月28日。血型O型、興趣：整理收據、清算。
第二學生會會計，一年九班學生，因為留級的緣故因此雖然與玲士郎和朱浬同年，但仍為一年級學生。
與惡魔風齋一族的美里亞訂定契約，因此可以召喚使魔風獸薇薇安。
小說版中在炫塔貴也發動叛變時成為其協力者並襲擊水無月環緒，但是因此過度使用契約惡魔的力量使得美里亞提早非在化，死之前渴望第三回世界的到來。
動畫版中則協助夏目智春對抗炫塔貴也。
薇薇安
真日和的使魔，速度如風一樣快的風獸。最愛吃魚肉香腸。在與炫塔貴也及鋼對戰後，因為與第一迴世界的連結消失了，所以縮小化且失去了使用風的力量。
姫笹（声優：高梁碧）
機巧魔神「翠晶」的副葬處女。
為避免因重病而死而成為副葬處女。
與哀音相同，擅長情報蒐集・分析，因此擔任六夏秘書，六夏的親友。
動畫版中最後經由完備型分離器實體化。
沙原光
第二學生會幹部之一。二年級生。
小說版第五卷登場，身份是惡魔，能力是光速移動。
同樣是第五卷，被第二學生會會長兼好友六夏利用，打算把夏目智春拉過來第二學生會的陣營，雖然結果失敗，但對智春更有好感。
動畫版沒有登場。
風齋美里亞
惡魔四大名家中風齋一族之雌性惡魔，真日和秀的契約對象。
在夏目智春入學之前曾以惡魔的身分對抗同族並守護學生，其功勞讓洛高改變態度允許高等惡魔入學，不過因為力量使用過度導致非在化加速，目前治療中。
動畫版中沒有出場，六夏只提及過她的存在(名字則沒有提及)。

### 夏目家（苑宮家）
苑宮和葉
夏目智春繼妹，少數可看見射影體的一般人，當事人說法是祖母的體質遺傳。
小說13集時期身邊有疑似射影體的影子附著，同時某位穿著黑衣的女性託付給她疑似提取器的手提箱。
動畫版中沒有出場。
小說14卷入讀了智春的學校，被朱裡找去協助找回智春。
苑宮久沙子
智春的生母，護理師，在夏目智春幼年時丈夫亡故，一手拉拔智春和直貴到大，再婚後在第一集時把智春趕出家門。

### 嵩月家及其相關者
社長（声優：津田英三）
嵩月奏父親，惡魔組織「嵩月組」的社長。
個性非常溺愛女兒，理解獨生女討厭嵩月血統帶來的力量，因此希望憑一己之力便可保護女兒不受傷害，但因為認真事業導致的非在化(失去了對妻女的愛),反倒使得父女關係更加惡劣。
故事初期看到夏目智春橫抱奏的場面，對智春很感冒，後來因為各種關係對智春的好感增加。
潮泉太秦（声優：石住昭彦）
嵩月奏的外公，喜歡螺旋，擁有修理機巧魔神的技術。
鳴櫻邸的所有人。
潮泉律都（声優：日笠陽子）
嵩月奏的表姊。
曾為與白銀對戰受創的黑崎朱浬進行維修。
其實真正身份是惡魔，雖然能力只是「所以世界的自己都是共通的」，但只看魔力量則被譽為最強的惡魔。
契約者是一巡目的夏目直貴，契約惡魔是在小說版裡橘高家養着的貓頭鷹黑鐵。
八伎（声優：高橋研二）
嵩月祖年輕的一位惡魔。臉的左側有殘留一大片的傷痕。很會做料理。
嵩月祖母
奏的奶奶。名字不詳。是嵩月流炎舞的總師範，也是奏的師傅。

### 關東學生聯盟（GD）
雪原瑤（声優：石塚さより）
是洛高第一生徒會的前任會長，被關東學生聯盟挖角。
機巧魔神「白銀」的演操者，副葬處女是黒崎朱浬，原本是黒崎紫浬將成為白銀的副葬處女，卻互換，變成了黒崎朱浬成為白銀的副葬處女。
外表是美少年，但其實是女生。
和黑崎家姐妹屬青梅竹馬的關係。
「白銀」在小說第十卷、動畫二期第六話被擊破，成為前演操者。
千代原春奈（声優：高木禮子）
也是關東學生聯盟武裝指導員，「亞鉛華」的演操者。
里見恭武（声優：藤田圭宣）
也是關東學生聯盟武裝指導員，「蒼鉛」的演操者。

### 其他演操者、契約者、惡魔
柱圭一郎（声優：興津和幸）
智春的班導，由璃子的丈夫。
卡麥龍
柱谷圭一郎的使魔，頭部像小熊貓。有喜歡D罩杯以上女性的奇怪習性。
華島〈柱谷〉由璃子
柱谷老師的太太。
與克莉絲是同級的友人。
以上兩位是小說版第二卷登場的惡魔和契約者，動畫版是取消了柱谷老師的契約者設定，由璃子沒有登場。
加賀篝隆也（声優：中井和哉）
新屋敷琴里（声優：日笠陽子）
克莉絲汀·福爾切（声優：大原沙耶香）
以上三位是「魔神相剋者」的組合，演操者+契約者、副葬處女、惡魔，為了解除副葬處女化的琴里，因此克莉絲汀與加賀篝隆也到處奔波為了尋找解除的方法，而給了夏目智春等人相當多的困擾。後來新屋敷琴里因為力量用盡而消失，不只如此連克莉絲汀也因為力量用盡而非在化消失。動畫版片末加賀篝隆也就這樣留在她們消失了的那座島生活。
鳳島蹴策
鳳島冰羽子（声優：高梁碧）
這兩位是兄妹，哥哥沒有在動畫版登場
而動畫版設定的妹妹也只是「為了了解世界的真實」而加入科學部長的陣營和智春等對抗，片末似乎加入了科學部。

### 其他
志津間霧繪（声優：北西純子）
志津間哀音的母親，佐伯玲士郎的叔母。
橘高秋希（声優：平田宏美）
橘高冬琉的姐姐。

### 一巡目世界
與第二巡目世界的狀況有所不同
倉澤六夏（声優：喜多村英梨）
洛高畢業生。把教會改造成咖啡店。
姫笹（声優：高梁碧）
六夏已故的好友，原因是病死。
橘高秋希（声優：平田宏美）
洛高的畢業生，總是帶著寵物貓頭鷹「クロガネ」。
橘高冬琉（声優：甲斐田裕子）
與橘高秋希同一學年的妹妹。洛高的畢業生兼前學生會長。現時為女子大學生。
炫塔貴也（声優：川田紳司）
秋希、冬琉的童年玩伴，洛高的科學倶樂部前任部長。
佐伯玲子（声優：古山貴實子）
洛高2年級生，風紀委員。
樋口琢磨（声優：下野紘）
洛高2年級生，科學倶樂部部長。
大原杏（声優：豊崎愛生）
洛高2年級生，田徑部成員。
志津間哀音（声優：佐藤聰美）
洛高學生，家政部成員。個性活潑的嬌小女生。
佐伯玲士郎（声優：森久保祥太郎）
洛高3年級生，學生會會長。
黒崎朱浬（声優：田中理恵）
洛高3年級生，學生會副會長。
沙原光
洛高3年級生，學生會會計。
真日和秀（声優：間島淳司）
原就讀洛高，已退學的麵包店店員。為了17歲的妻子與半歲的女兒美美安而努力工作的爸爸。
鳳島冰羽子（声優：高梁碧）
洛高學生，與哥哥鳳島蹴策感情很好，在小說設定裡是因為第二輪世界的哥哥鳳島蹴策(雄性惡魔)使用過多的魔力導致"對愛的人"(此處指鳳島冰羽子)的記憶消失，為了回到哥哥還記得她的世界而幫助炫塔貴也一行人，此處與動畫版有分歧。
鳳島蹴策
洛高學生。
黒崎紫浬（声優：田中理恵）
洛高3年級生，科學倶樂部前任部長的代理。黑崎朱浬的雙胞胎妹妹。
雪原瑤（声優：石塚さより）
洛高的畢業生，科學倶樂部前任副部長。
潮泉太秦（声優：石住昭彦）
夏目直貴（声優：入野自由）
潮泉律都（声優：日笠陽子）
Chloe
與一巡目世界的夏木直貴與潮泉律都簽下契約的使魔
夏目智春（声優：入野自由）
洛高2年級生，夏目直貴的弟弟
水無神操緒（声優：戸松遥）
因世界衝突的影響而惡魔化，在十字稜接受非在化的治療。
嵩月奏（声優：野中藍）
洛高2年級生，嵩月神社的女兒。在超弦重力爐的暴走中奇蹟生還。

## 用語解說

### 黑科學
以下是關於本篇科學部部長代理‧黑崎朱浬歸納關於黑科學的說法與主要部分(參照第一卷)。
自古以來，魔術和科學是相同一起的，鍊金術遺留下來的東西對今日的化學貢獻做了很大有名地的事，不過，但不僅只有那個。
現在的科學是將過去在於多樣的領域還原到極限繼續追究只為當作一個準則，現在為了試圖也日夜嘗試找尋著。
所謂「黑科學」是指在那個提出想法上對主張不同的事物。
鍊金術成為轉換化學並且代表一種手段，數學與卡巴拉密術(塔羅牌)是最先進的秘訣，天文學與占星術也因誕生。
在重新考慮此處的話，截至上述「只有一個準則」以實際來說是很奇怪的事。在魔術打破一切相關規則。
占卜‧卡巴拉與鍊金，不過，黑魔術和善意(白)法術存在於魔術裡。
有時，如果像黑科學也像必然對立的兩個不相容不必然性地存在可笑。
換句話說，現在以廣泛而聞名的現代在科學上做對立的還有一個理論體系，那個就是「黑科學」。

### 機巧魔神（アスラ・マキーナ）
總數二十一部，為了對抗惡魔而仿造的機械惡魔仿造品，稱為「魔神(機神)」，高約四米。
從演操者的影子中出現，消耗副葬處女的靈魂，根據演操者的命令而活動。 各個機體都有自己各自的特性, 因此擁有的特殊能力也因機而異. 召喚及使用特殊能力時會唸出各機獨有的咒文。機巧魔神只會在裝載著副葬處女的容器被破壞，演操者死亡或副葬處女的靈魂消耗之情況之下才會機能停止。
存在著機能擴張用的增設物品。
小說原本設定中，是說其中十部有金屬名字的機巧魔神更為強力。
以下為已登場的機巧魔神（如無特別註明的話是第二巡世界之人）:
黑鐵
演操者:橘高冬琉（前任）→夏目智春、副葬處女:橘高秋希（前任）→水無神操緒、能力:重力制御
漆黒的魔神，在機巧魔神中以高性能為自豪。
其能力「黒之拳撃」，可以產生出高重力能源球用作攻擊，及歪曲空間構成防禦壁來防禦。正體為黑洞的生成及操作，擁有凌駕光速，核心為無限重力之狀態，改變時間流動的能力(根據與薔薇輝一戰中在時間停止狀態中仍能活動來推斷)。
召喚語為「來吧，黑鐵！」
咒文為「「出自比黑暗更為黯淡的深淵－其為、科學之光所投下之影！」
黑鐵·改
演操者:夏目智春、副葬處女:水無神操緒、能力:重力制御·空間切斷
與鋼初戰中被大破而不能自我修復的黑鐵，在一巡目時由一巡目的夏目直貴的使魔(小說版)、阿妮婭(動畫版)利用同型機·白銀所修理·強化之機巧魔神(因此有一部分裝甲與白銀同色)。
裝有與白銀所使用、擁有空間切斷能力的同型劍，因此在本身的重力制御能力之上，加上了空間切斷的能力，成為擁有與鋼的機能同樣的 「完全空間制御」能力，動畫版中一巡目的潮泉律都曾提及其出力在鋼之上。
智春成為魔神相剋者後，可以使用其契約悪魔·嵩月奏的火焰劍「焰月」。
召喚語、咒文與黑鐵相同。
翡翠
演操者:佐伯玲士郎→炫塔貴也、副葬處女:志津間哀音→不明、能力:極低溫化
淡綠色的魔神。
能力為以接近絕對零度的極低溫所產生的高周波「冰凍之音色」，使用冰彈、吹雪、冰壁、凍結等多種戰術。
召喚語為「出來吧，機巧魔神－翡翠！」
咒文為「「沈睡於比黑暗更為寂靜的冰海中－其為、科學之音色所凍結之影！」
在劫機事件中為阻止飛機墜落，利用自身之能力造出降落跑道後，耗盡靈魂而機能停止。
動畫版中祭壇後被炫塔貴也奪取，以鋼的能力再次召喚（機體為深藍色），在鋼與黑鐵·改的戰鬥中消失。
白銀
演操者:雪原瑶、副葬處女:黒崎紫浬（朱浬）、能力:空間切斷
銀色的魔神，與黑鐵相對之機巧魔神，除顏色外與黑鐵外型相同。
其能力「白之劍撃」，其裝有的劍擁有空間切斷能力，可以無視障礙作出複數斬擊來封住敵人的行動，切斷出的空間可以把所吞噬物品轉移至其他空間或直接吞噬。
召喚語為「白銀、拔刀!」
咒文為「「出自比黑暗更為黯淡的深淵－其為、科學之幻影所制裁之劍！」
被叛變的橘高冬琉破壞，黒崎紫浬（朱浬）被消滅，殘骸被用作修理黑鐵。
翠晶
演操者:倉澤六夏、副葬處女:姫笹、能力:物質液化
翠色的魔神。
其能力「清淨融解（晶狀體崩潰）」，可以把物質的分子鍵解除，分解成液體。能把融解過程暫停，通過不完全的液化，使牆壁地板的物質膠狀液化,人或物得以穿過,之後取消液化還原。
召喚語為「翠晶、Showdown!」
咒文為「「颳起比黑暗更加肆虐的冰雹－其為、科學之淚籠罩的陰影！」
薔薇輝
演操者:加賀篝隆也、副葬處女:新屋敷琴里、能力:時間停止
蔷薇色的魔神。
能力名稱不明，可以從雙臂伸出的鉛灰色的鎖鏈(至少裝備6個)，使被纏繞的物體時間停止。因為演操者是魔神相剋者，比通常的機巧魔神強大。
召喚語為「覺醒吧,薔薇輝!」
咒文為「「覺醒於比黑暗更加永恆的悠遠－其為、科學之鎖束縛的時刻! 」
動畫版中無視加賀篝的意志守護他，被蒼鉛破壞，新屋敷琴里被消滅。祭壇後被炫塔貴也奪取，以鋼的能力再次召喚（機體為水色），在鋼與黑鐵·改的戰鬥中消失。
亞鉛華
演操者:千代原春奈、副葬處女:不明、能力:物質爆碎
白色的魔神。
能力名稱不明，可以從雙手的指尖伸出細線，將纏繞了對像變成爆炸物的導火線。從切斷處點火，如果一旦被纏繞上，即使切斷細線也不能逃跑，防禦十分困難。
召喚語為「出來吧,亞鉛華!」
咒文不明。
蒼鉛
演操者:里見恭武、副葬處女:不明、能力:魔力擴散
蒼色的魔神。
能力名稱不明，有像鑽頭一樣的突擊長槍，以長槍的旋轉使魔力擴散或消滅，有著能使機巧魔神的所有防禦無效化的強大攻擊力。
召喚語為「開演了,蒼鉛!」
咒文不明。
被因為里見的暴行而憤怒到極點的智春的黑鐵破壞其長槍及左手，被鳳島冰羽子出其不意的攻擊破壞,副葬處女被消滅。
動畫版中祭壇後被炫塔貴也奪取，以鋼的能力再次召喚（機體為薄紫色），在鋼與黑鐵·改的戰鬥中消失。
鋼
演操者:夏目智春（一巡目）→炫塔貴也（二巡目）、副葬處女:嵩月奏（一巡目）→橘高冬琉（二巡目）、能力:完全空間制御
鋼色的魔神。
機巧魔神最終型態。同時擁有白銀、黑鐵的能力。可以轉化空間和時間並能倒轉時間(時間旅行) 。
制作階段就裝有穩定裝置及分配裝置。
召喚語為「 來吧,鋼!」
咒文為「「出自比黑暗更加深邃的熔爐－其為、科學之鎚鍛造的玉鋼! 」
夏目智春時期因夏目智春（一巡目）遭受槍擊及裝載著副葬處女（嵩月奏）的容器被鳳島冰羽子破壞而機能停止:炫塔貴也利用得到的祭壇將其轉為自己的魔神
炫塔貴也時期利用橘高冬琉而召喚出來。後利用自身的能力同時召喚並控制翡翠、蒼鉛及薔薇輝。最終決戰中與黑鐵·改激戰，落敗後因橘高冬琉被黑鐵·改拖出而機能停止。

### 機巧魔神相關
演操者（ハンドラー）
能從異空間中召喚機巧魔神，並使役它的人。被如幽靈般被稱為射影體的少女所憑依。
與副葬處女不同，對性別並沒有要求。
使用機巧魔神會使演操者的身心操勞，所以不能過長時間的使用，不然會引起機巧魔神的暴走。
射影體
憑依於演操者的幽靈少女的正式名稱。除部分人外常人是無法看到她們的。
其本體是為機巧魔神所封印的副葬處女的疑似感覺的感覺“裝置”。
副葬處女（ベリアル・ドール）
為了使機巧魔神能自由行動而作為「祭品」被封印於其中樞部的少女。
她們以演操者的腦的一部分為媒介投影出「射影體」作為疑似感覺的接收和輸出“裝置”，從而與演操者進行交流。
在演操者召喚出機巧魔神的時候射影體消失，與機巧魔神一體化共同戰鬥，靈魂耗盡的話便會消失。
殺人人偶
可以遠端操縱的機器人偶，是相當高價的東西。
機能擴張，擴張機能
作為機巧魔神的擴張技能的裝備而製造出來的裝置的總稱。
安定裝置（スタビライザ）
正式名稱是「副葬處女安定裝置」。
它能使本來存在於另一世界的副葬處女得以在短時間內於現世活動。
它能強化副葬處女與演操者之間的聯繫，使副葬處女所感覺到的苦痛、疲勞之類的感覺，作為演操者的傷害而被演操者所感知。
手提箱
利用祭壇(銀色的手提箱，可以循環使用)召喚機巧魔神， 一旦首次召喚成功便不再需要都可以召喚出機巧魔神。
魔神相剋者
魔神相剋者是指擁有機巧魔神又同時和惡魔契約而得到使魔的人,同時擁有機巧魔神和使魔這兩種本來應該各不相容的力量的危險存在，既是演操者,也是契約者。
利用魔神和使魔的魔力循環，可同時強化魔神和使魔，其力量遠超越一般的機巧魔神和使魔，比方說，第四卷裡加賀篝隆也的薔薇輝和不定形獸相互配合，與黑鐵、翡翠兩台機巧魔神以及嵩月奏、柱谷由璃子兩位惡魔對戰不落下風，這就是魔神相剋者與否的實力差距。

### 舞台
鳴櫻邸
智春的住處。傳聞當中有鬼怪出沒，別名“冥王邸”（日語中“鳴櫻”與“冥王”同音），為周圍的鄰居所畏懼。
其地下為歷代科學部的聚會場所。
洛蘆和高中
通過募集了許多教派的捐款而創立的基督系學校。
重視學生的自主性，校內除了公認的3大學生會之外似乎還存在複數未被公認的學生會。
二巡目世界
主角們存在的世界，有魔神的世界。故事的主軸
理論上,二巡目世界是“一巡目世界毀滅後再生的世界”(所以人和物都一樣,但發生的事件會有所差別)
原本並沒有一、二巡目的分別。夏目直貴(一巡目世界的夏目智春)把自己原來所處的世界稱為“一巡目”、第二個所到的世界稱為“二巡目”。
魔神“鋼”是在一巡目世界完成後由夏目直貴帶到二巡目世界去的。
一巡目世界
一巡目世界並沒有魔神，魔神“鋼”的製造技術是由二巡目的阿妮婭·福爾切帶去的。
在一巡目世界中,人們利用中子和質子加速互相撞擊產生黑洞,想藉此實驗來發電產生能源,但實驗失敗,產生的巨大能量讓一巡目世界與異界連接;兩個相異的世界連接,造成惡魔大量從異界入侵,一巡目世界“非在化”,人與物漸漸消失、滅亡。
在一巡目世界的水無神操緒受黑洞實驗失敗影響非在化,一巡目世界的夏目智春(後來二巡目世界的夏目直貴)為了拯救其,以一巡目世界的嵩月奏為副葬處女召喚魔神“鋼”,利用鋼的能力穿越到二巡目世界;後用已死的二巡目世界的夏目直貴身分行動。
夏目智春(二巡目)利用黑鐵·改將兩個世界連接的門關閉，中止了一巡目世界的滅亡。
黑鐵·改是由被帶到從二巡目被帶到一巡目世界的魔神“黑鐵”和“白銀”合成,後又被帶回了二巡目世界。

### 惡魔相關
惡魔
表面上與普通人類並無區別，根據種族的不同所能使用的能力也有所區別。
尤其是女性惡魔通過與人類進行“契約”，可以獲得召喚使魔的能力，而男性惡魔則在基礎戰鬥能力上有較大優勢。
使魔
女性惡魔給與契約者的力量的具現化的象徵，從屬於契約者。
由惡魔屬性的不同具有諸多特殊能力，有著與機巧魔神匹敵的戰鬥能力。
分為幼體與成年體兩種形態，雖然具體的成長條件不明，不過若父母雙方（即惡魔與契約者）之前的關係不好則使魔也會難以得到成長。
魔神相剋者
參見“機巧魔神相關-魔神相剋者”

### 學生會（）
第一學生會
洛蘆和高中公認的學生會之一。隸屬於被稱為神聖防衛隊的國際治安維持組織，負責保證校內的安全，以及管理運動系社團。
他們主張惡魔的存在是世界滅亡的原因，所以要清除校內危險的惡魔。
第二學生會
洛蘆和高中公認的學生會之一。又被稱為巡禮者商聯盟，負責校內委員會的活動的管理。
他們主張為了防止世界滅亡需要大量的資金，為了賺錢，他們接受了許多非法的工作依賴。
第三學生會
洛蘆和高中公認的學生會之一。是被稱為王立科學狂會的國際學術機構的支部組織，他們研究的是被稱為黑科學的技術。負責管理文理系社團。
他們主張惡魔的能力是拯救世界滅亡的關鍵，與第一學生會相對立。

## 出版書籍

### 輕小說
| 卷數 | ASCII Media Works | ASCII Media Works | ASCII Media Works      | 東立出版社   | 東立出版社     | 東立出版社             |
| 卷數 | 副標題            | 初版發售日期      | ISBN                   | 副標題       | 初版發售日期   | ISBN                   |
| ---- | ----------------- | ----------------- | ---------------------- | ------------ | -------------- | ---------------------- |
| 1    | 不適用            | 2005年7月25日     | ISBN 978-4-8402-3090-2 | 不適用       | 2009年10月1日  | ISBN 978-986-10-4511-5 |
| 2    |                   | 2005年10月25日    | ISBN 978-4-8402-3179-4 |              | 2010年1月7日   | ISBN 978-986-10-4512-2 |
| 3    |                   | 2006年2月25日     | ISBN 978-4-8402-3308-8 |              | 2010年3月4日   | ISBN 978-986-10-4513-9 |
| 4    |                   | 2006年6月25日     | ISBN 978-4-8402-3449-8 |              | 2010年5月6日   | ISBN 978-986-10-4514-6 |
| 5    |                   | 2006年9月25日     | ISBN 978-4-8402-3550-1 |              | 2010年8月24日  | ISBN 978-986-10-4515-3 |
| 6    |                   | 2007年1月25日     | ISBN 978-4-8402-3685-0 |              | 2010年12月13日 | ISBN 978-986-10-6719-3 |
| 7    |                   | 2007年5月25日     | ISBN 978-4-8402-3842-7 |              | 2011年5月19日  | ISBN 978-986-10-7807-6 |
| 8    |                   | 2007年8月25日     | ISBN 978-4-8402-3934-9 |              | 2011年8月25日  | ISBN 9789861083100     |
| 9    |                   | 2007年12月25日    | ISBN 978-4-8402-4118-2 | KLEIN Re-MIX | 2011年12月15日 | ISBN 9789861089997     |
| 10   |                   | 2008年6月10日     | ISBN 978-4-04-867088-3 |              | 2012年11月19日 | ISBN 9789863242055     |
| 11   |                   | 2008年10月10日    | ISBN 978-4-04-867267-2 |              | 2013年9月9日   | ISBN 9789863372882     |
| 12   |                   | 2009年4月10日     | ISBN 978-4-04-867763-9 |              | 2014年8月21日  | ISBN 978-986-365-401-8 |
| 13   |                   | 2009年11月10日    | ISBN 978-4-04-868242-4 |              | 2015年6月24日  | ISBN 978-986-431-551-2 |
| 14   |                   | 2010年2月10日     | ISBN 978-4-04-868334-0 |              |                |                        |

### 漫畫
| 卷數 | ASCII Media Works | ASCII Media Works      | 東立出版社    | 東立出版社             |
| 卷數 | 發售日期          | ISBN                   | 發售日期      | ISBN                   |
| ---- | ----------------- | ---------------------- | ------------- | ---------------------- |
| 1    | 2009年3月27日     | ISBN 978-4-04-867715-8 | 2009年9月25日 | ISBN 978-986-10-4211-4 |
| 2    | 2009年9月27日     | ISBN 978-4-04-868110-0 | 2010年3月18日 | ISBN 978-986-10-4212-1 |
| 3    | 2010年3月27日     | ISBN 978-4-04-868506-1 | 2010年6月17日 | ISBN 978-986-10-5460-5 |
| 4    | 2010年11月27日    | ISBN 978-4-04-868994-6 | 2011年6月27日 | ISBN 978-986-10-6862-6 |

## 電視動畫
第一季電視動畫於2009年4月起在UHF放送局、日本BS放送、AT-X播放。第二季電視動畫在2009年10月起播放。

### 工作人員
- 監督：草川啓造
- 系列構成：小出克彥（第1期），赤尾でこ（第2期）
- 人物設計：和狸ナオ（原案），小森篤
- 總作畫監督：小田裕康
- 美術監督：海津利子（スタジオちゅーりっぷ）
- 色彩設計：
- 攝影監督：北岡正
- 音響監督：明田川仁（マジックカプセル）
- 音響製作：グロービジョン
- 音樂：西脇辰彌
- 音樂製作：STARCHILD
- 動畫製作：Seven Arcs
- 製作：洛高生徒会

### 主題曲

#### 第1季
片頭曲《Spiral》
演唱：angela，作詞：atsuko，作曲：atsuko・KATSU，編曲：KATSU
片尾曲《Link》
演唱：angela，作詞：atsuko，作曲：atsuko・KATSU，編曲：KATSU

#### 第2季
片頭曲
演唱：angela，作詞：atsuko，作曲：atsuko・KATSU，編曲：KATSU
片尾曲
演唱：angela，作詞：atsuko，作曲：atsuko・KATSU，編曲：KATSU
最終回片尾曲
演唱：angela，作詞：atsuko，作曲：atsuko・KATSU，編曲：KATSU

### 各話標題
| 話數  | 標題  | 中文譯名               | 劇本       | 分鏡         | 演出                | 作畫監督                            | 原作收錄卷     |
| 第1期 | 第1期 | 第1期                  | 第1期      | 第1期        | 第1期               | 第1期                               | 第1期          |
| ----- | ----- | ---------------------- | ---------- | ------------ | ------------------- | ----------------------------------- | -------------- |
| EX001 |       | 機巧魔神               | 小出克彥   | 草川啟造     | 中山敦史            | 小森篤                              | 1卷            |
| EX002 |       | 所謂的毀滅未來         | 小出克彥   | 小坂春女     | 孫承希              | 松村拓哉                            | 1卷            |
| EX003 |       | 科學之光落下的影子     | 小出克彥   | 齊籐良成     | 齊籐良成            | 齊籐良成                            | 1卷            |
| EX004 |       | 遺失了去處的思念       | 小出克彥   | 下田正美     | 下田正美            | 佐籐清光 近籐有人                   | 2卷、5卷       |
| EX005 |       | 糾纏在一起的心靈與身體 | 赤尾でこ   | 櫻井美知代   | 奥野耕太            | 七尾京                              | 3卷            |
| EX006 |       | 漂浮於黑暗中的祭品     | 赤尾でこ   | 東一         | 高橋秀弥            | 近岡直                              | 3卷            |
| EX007 |       | 夢想散落於無情的空中   | 小出克彥   | 福田道生     | 信田ユウ            | 竹谷徹平                            | 動畫原創       |
| EX008 |       | 惡運之王最小的女兒     | 赤尾でこ   | 登坂晋       | 登坂晋              | 相坂直紀                            | 4卷            |
| EX009 |       | 本應不存在的禁忌存在   | 高橋ナツコ | 西本由紀夫   | 岸川寛良            | 内原茂 高橋敦子                     | 4卷            |
| EX010 |       | 被時光的鎖鏈纏繞       | 小出克彦   | 福田道生     | 友岡新平            | 友岡新平                            | 4卷            |
| EX011 |       | 身邊的日常與非日常     | 赤尾でこ   | 小平麻紀     | 小平麻紀            | 八尋裕子                            | 7卷            |
| EX012 |       | 直到世界枯竭           | 赤尾でこ   | 坂田純一     | 奥野耕太            | 小田裕康 石山寛                     | 7卷            |
| EX013 |       | 被詛咒的罪人之烙印     | 小出克彦   | 草川啓造     | 草川啓造 福田道生   | 小森篤                              | 7卷            |
| 第2期 |       |                        |            |              |                     |                                     |                |
| EX014 |       | 消滅的世界與記憶的殘骸 | 赤尾でこ   | 草川啓造     | 玉田博              | 小田裕康 小森篤                     | 5卷、6卷       |
| EX015 |       | 被惡魔吞噬的副葬處女   | 赤尾でこ   | 櫻井美知代   | 小林浩輔            | 坂本龍典 宮井加奈                   | 6卷、動畫原創  |
| EX016 |       | 自由且不自由的選擇題   | 赤尾でこ   | 小平麻紀     | 矢花馨              | 相坂ナオキ                          | 8卷            |
| EX017 |       | 呼喚祭品之名的代價     | 赤尾でこ   | 福田道生     | 内山まな 天野久児   | 井口忠一                            | 8卷            |
| EX018 |       | 愛與魔力的悲哀關係     | 高橋ナツコ | 坂田純一     | 玉田博              | 南慎一郎                            | 6卷            |
| EX019 |       | 獻給你的真相           | 赤尾でこ   | 中山岳洋     | 小林浩輔            | 池田広明 坂本龍典 西野沙忠          | 10卷           |
| EX020 |       | 毀滅的時刻 消失的黑暗  | 高橋ナツコ | 福田道生     | 小平麻紀 信田ユウ   | 七星京                              | 10卷           |
| EX021 |       | 失去回憶的未來         | 鴻野貴光   | 登坂晋       | 登坂晋              | 宮崎修治                            | 11卷           |
| EX022 |       | 相鄰的死與和平         | 鴻野貴光   | 長尾粛       | 玉田博              | 宮前真一                            | 11卷、12卷     |
| EX023 |       | 留下的生命，消散的生命 | 鴻野貴光   | 坂田純一     | 渡辺穏寛            | 北村友幸 山本善哉 安木学            | 12卷           |
| EX024 |       | 對妳的思念將破壞世界   | 赤尾でこ   | くるおひろし | 小林浩輔 富田剛司   | 池田広明 坂本龍典 西野沙恵 斎藤さよ | 13卷、動畫原創 |
| EX025 |       | 過去和因果與別離的絕望 | 赤尾でこ   | 坂田純一     | 中野英明            | ぐんそう 宮崎修治                   | 13卷、動畫原創 |
| EX026 |       | 選擇的齒輪             | 赤尾でこ   | 福田道生     | くるおひろし 玉田博 | 小森篤                              | 13卷、動畫原創 |

### 播放電視台
| 播放地區 | 電視台     | 播放期間（第1期）     | 播放日（第2期）             | 播放時間                  | 播放區分       | 備考           |
| -------- | ---------- | --------------------- | --------------------------- | ------------------------- | -------------- | -------------- |
| 日本全域 | AT-X       | 2009年4月2日－6月25日 | 2009年10月1日－12月24日     | 星期四 09時30分－10時00分 | CSチャンネル   | 有重播         |
| 神奈川県 | tvk        | 2009年4月4日－6月27日 | 2009年10月3日－12月26日     | 星期六 24時30分－25時00分 | 独立UHF局      |                |
| 千葉県   | 千葉電視台 | 2009年4月5日－6月28日 | 2009年10月4日－12月27日     | 星期日 23時30分－24時00分 | 独立UHF局      |                |
| 埼玉県   | テレ玉     | 2009年4月5日－6月28日 | 2009年10月4日－12月27日     | 星期日 25時00分－25時30分 | 独立UHF局      |                |
| 兵庫県   | SUN電視台  | 2009年4月6日－6月29日 | 2009年10月5日－12月28日     | 星期一 24時00分－24時30分 | 独立UHF局      |                |
| 東京都   | TOKYO MX   | 2009年4月6日－6月29日 | 2009年10月5日－12月28日     | 星期一 25時30分－26時00分 | 独立UHF局      |                |
| 愛知県   | 愛知電視台 | 2009年4月7日－6月30日 | 2009年10月6日－12月29日     | 星期二 25時28分－25時58分 | テレビ東京系列 |                |
| 京都府   | KBS京都    | 2009年4月8日－7月1日  | 2009年10月7日－12月30日     | 星期三 25時00分－25時30分 | 独立UHF局      |                |
| 日本全域 | BS11       | 2009年4月10日－7月3日 | 2009年10月9日－2010年1月1日 | 星期五 24時30分－25時00分 | BS放送         | 『ANIME+』節目 |

## 外部連結
- 原著版 官方網站（日語）
- 機巧魔神動畫官方網站 （页面存档备份，存于）（日語）